# Drassyllus socius
Drassyllus socius är en spindelart som beskrevs av Chamberlin 1922. Drassyllus socius ingår i släktet Drassyllus och familjen plattbuksspindlar. Inga underarter finns listade i Catalogue of Life.